# 범세동선생묘
범세동선생묘(范世東先生墓)는 광주광역시 광산구 덕림동에 있는, 고려 후기의 문신이자 포은 정몽주의 제자인 복애(伏涯) 범세동(范世東)의 묘지이다. 1998년 2월 21일 광주광역시의 기념물 제23호로 지정되었다.

## 개요
고려 후기의 문신이자 포은 정몽주의 제자인 복애(伏涯) 범새동(范世東)의 묘지이다. 고려 공민왕 18년(1369)에 과거에 급제하여 덕녕부윤, 간의대부 등의 벼슬을 지냈으며, 성리학을 깊이 연구하여『화해사전』,『동방연원록』등의 책을 펴냈다.
조선 왕조의 개창을 반대하며 고향인 나주(현 광주광역시 광산구 복만동)에 은거하였으며, 조선 태종이 여러 차례 벼슬을 권했으나 끝내 사양하였다. 죽은 뒤 후덕군(厚德君)에 봉해지고 문충(文忠)의 시호를 받았다.
묘역 안에는 조선 초기에 만들어진 묘비와 문인석이 있다. 1.65m 높이의 묘비는 대리석으로 만들어 화강암의 사각형 대좌에 맞추어 세웠다. 상당한 거리를 두고 마주보고 서 있는 문인석은 높이 210cm로 각이 진 관모를 쓰고 눈·코·입이 뚜렷한 얼굴에 두 손을 가슴에 모아 홀을 들고 있다.

## 같이 보기
- 범세동

## 참고 문헌
- 범세동선생묘 - 국가유산청 국가유산포털